# Meindert het Paard
Meindert het Paard is een personage in de televisieserie De Fabeltjeskrant.
Hij is een echte heer van stand en altijd beleefd en netjes. Deze arts van het Grote Dierenbos praat ietwat geaffecteerd en is graag in het gezelschap van Isadora Paradijsvogel. Meindert is aan het eind van de jaren tachtig getrouwd met Zaza Zebra.
De stem van Meindert het Paard werd ingesproken door Ger Smit.
Meindert heeft in de eerste drie series gespeeld, maar speelt geen rol in 2018 film De Fabeltjeskrant: De Grote Dierenbos-spelen.
Zijn naam is vermoedelijk afgeleid van Meindert de Goede, de regisseur van de eerste drie series van De Fabeltjeskrant.